# Alexander Borissowitsch Buturlin

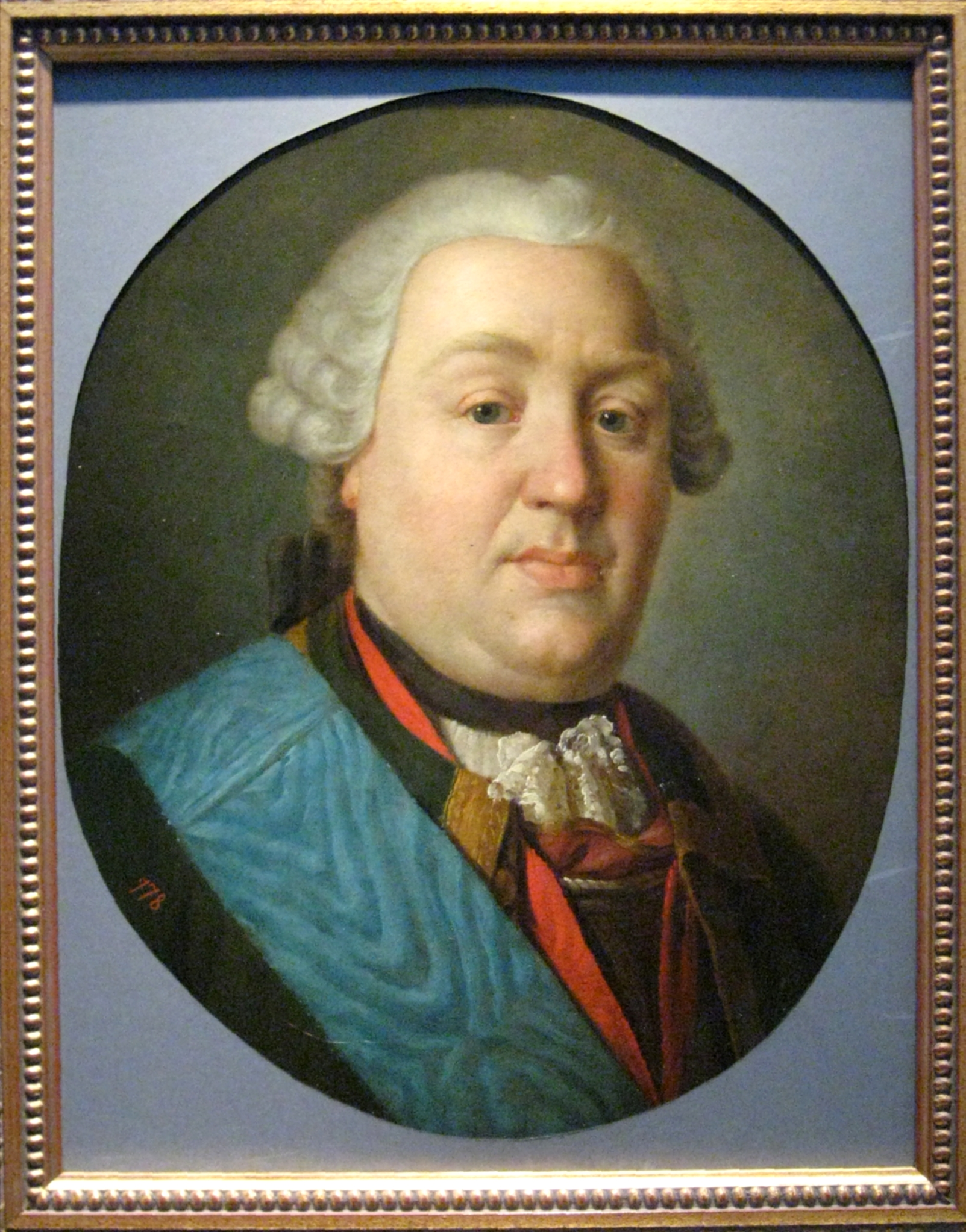
Alexander Buturlin

Alexander Borissowitsch Buturlin (russisch Александр Борисович Бутурлин, wiss. Transliteration Aleksandr Borisovič Buturlin; * 18.jul. / 28. Juni 1694greg.; † 31. Augustjul. / 11. September 1767greg. in Moskau) war ein russischer Feldherr.
Buturlin stammte aus einer russischen Bojarenfamilie und wurde an der Seeakademie in Sankt Petersburg erzogen. 1720 wurde er bereits  Adjutant des Zaren Peters des Großen. Mit der späteren Zarin Elisabeth unterhielt er, als diese 17 Jahre alt war, ein intimes Verhältnis. Als Peter II. von dem Verhältnis erfuhr, verbannte er Buturlin zeitweise nach Sibirien. 1756 ernannte man ihn zum Generalfeldmarschall. Im Feldzug 1760 befehligte er die russische Armee, die mit den Österreichern verbündet gegen Friedrich den Großen operierte. Er blieb ohne Erfolg und lag in ständigem Streit mit den österreichischen Generälen. Im selben Jahr wurde er in den Grafenstand erhoben und 1762 zum Generalgouverneur von Moskau ernannt. Diese Stellung hatte er auch unter Katharina II. inne. Alexander Borissowitsch Buturlin starb 1767.
Nach Alexander Buturlin ist die Stadt Buturlinowka in der heutigen Oblast Woronesch benannt.